# 2102 Тантал
2102 Тантал (енгл. 2102 Tantalus) је Аполо астероид чија средња удаљеност од Сунца износи 1,289 астрономских јединица (АЈ).
Апсолутна магнитуда астероида је 16,2.